# 顧正秋
顧正秋（1929年10月5日—2016年8月21日），原名丁祚華，又名丁蘭葆，生於中國大陸南京，台灣京劇演員，工旦行，被推崇為「一代青衣祭酒」。

## 生平
在南京出生，1933年移居上海，1939年送去民辦上海戲曲學校學戲。

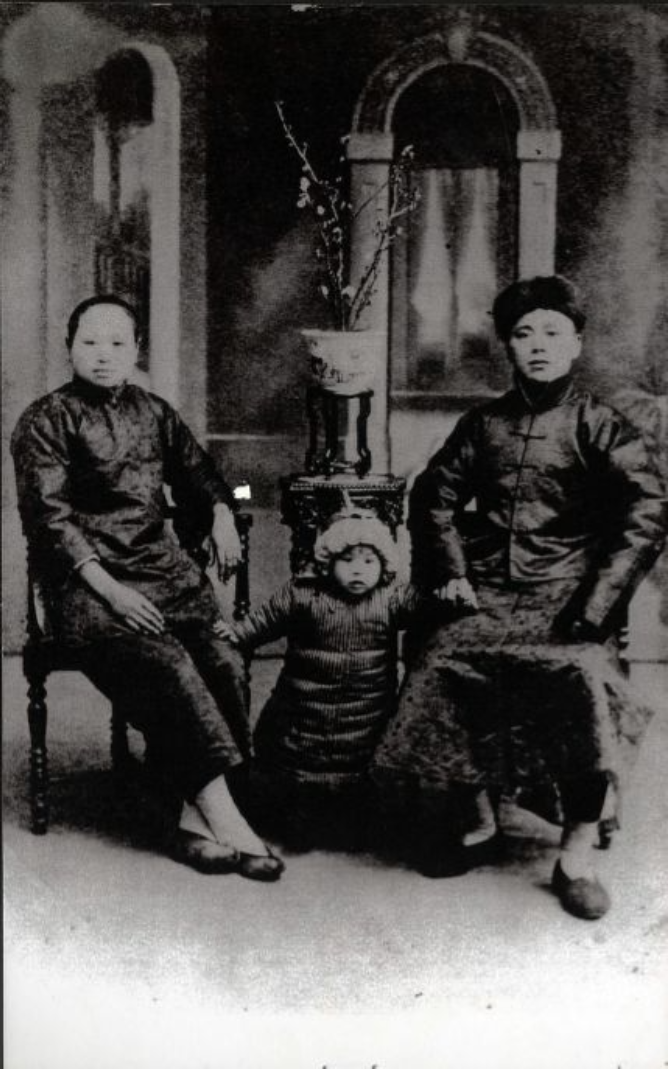
顧正秋的父母丁麒麟、吳鳳鳴與長姊丁利芳

1939年，乾媽顧劍秋將她改名顧小秋，送往上海戲曲學校學戲，是第一屆（也是唯一的一屆）正字科，改名顧正秋。她是入學考第1名的新生，第1名的畢業生。師從關鴻賓、王燮元（鼓師）、趙大剛（琴師）、吳富琴（程硯秋派青衣）、黃桂秋（自成1派的青衣男演員）、魏蓮芳（梅蘭芳派青衣）、張君秋、趙桐珊（藝名芙蓉草）等。1944年在上海拜梅蘭芳為師。曾在上海參加馬連良劇團和譚富英劇團的公演，與馬連良、譚富英演對手戲，譚富英還收她做乾女兒；被認為是兩岸劇界「集最多名師真傳於一身的青衣祭酒」。
童年入行展露天份，十多歲成名；1946年自組劇團「顧正秋劇團」（挑班）開始登臺唱戲。1948年帶顧劇團赴台灣於臺北市永樂戲院表演。因極為賣座，檔期延長，然而適逢國共戰爭戰勢惡化，從此長留台灣。顧在永樂戲院一連表演了五年，每週日為勞軍義務演出、多次赴前線為軍隊演出。被認為對台灣的國劇發展有「開荒播種之功」，且有助當局安撫人心、鼓舞士氣。
25歲時，与已婚的台灣省政府財政廳廳長任顯群产生婚外情，成为其外室，之後解散劇團，與任居於金山農場，僅於一些慈善義演登臺。
1980年代，應華視之邀，復出拍了10部電視京劇：《漢明妃》、《玉堂春》、《硃痕記》、《鎖麟囊》、《白蛇傳》、《新文姬歸漢》、《四郎探母》、《韓玉娘》、《王寶釧與薛平貴》、《汾河灣》，與周正榮、哈元章、馬元亮等合演。
1987年獲國家文藝獎特別貢獻獎，1989年獲美華藝術協會「終身藝術成就獎」。有兩本相關傳記《休戀逝水：顧正秋回憶錄》、《奇緣此生顧正秋》，由作家季季所撰。
1990年代，她灌錄一套《顧唱：顧正秋曲藝精華》唱腔音樂專輯，請李寶春（在中國文化大學教書的前中國京劇院演員，中國京劇院就是現在的中國國家京劇院）、馬元亮（富連成科班出身的丑行演員）等合演，林鑫濤（中國京劇院作曲員、琴師，曾任職上海京劇院）和金國賢（上海京劇院作曲員、琴師）擔任音樂指導和京劇胡琴（京胡），侯佑宗的學生劉大鵬打鼓，包括《坐宮》、《祭塔》、《蘇三起解》、《鎖麟囊》、《賀后罵殿》、《王昭君》6部戲，得到行政院文化建設委員會獎助。
2003年，她榮獲第7屆國家文藝獎。
2016年8月21日因敗血性休克過世，享壽87歲。8月22日，中華民國總統府發言人黃重諺表示，顧是國寶級的藝術家，辭世是文藝界損失。

## 家庭
与任顯群生有三个子女：任和鈞、任志明與任祥。女兒任祥，嫁給建築師姚仁喜後冠夫姓。

## 外部連結
- 顧正秋藝術網站  （页面存档备份，存于）
- 顧正秋戲劇類 - 國家文化藝術基金會  （页面存档备份，存于）